# Руч'ї (Сахалінська область)
Руч'ї (рос. Ручьи) — село у Долинському міському окрузі Сахалінської області Російської Федерації.
Населення становить 32 особи (20ы13).

## Історія
З 1905 по 3 вересня 1945 року у складі губернаторства Карафуто Японії, відтак у складі Долинського міського округу Сахалінської області.

## Населення
| 1925 | 1935 | 2002 | 2010 | 2013 |
| ---- | ---- | ---- | ---- | ---- |
| 317  | ↘243 | ↘57  | ↘36  | ↘32  |